# European Nature Information System
Das European Nature Information System (EUNIS; deutsch Europäisches Naturinformationssystem) ist eine Datenbank vom European Topic Centre on Biological Diversity der Europäischen Umweltagentur und dem European Environmental Information Observation Network zur Umweltberichterstattung und zur Unterstützung von Schutzgebietsystemen in Natura 2000. Es enthält Informationen zu Lebewesen und deren Habitat.

## Funktionen
Neben einer Textsuche mit kategorischer Einschränkung gibt es die Möglichkeit, ein flashbasierendes GIS-Werkzeug im Webbrowser zu benutzen, um sich ausgewählte Daten auf einer Karte anzeigen zu lassen. Ein Glossar bietet eine Erklärung zu den verwendeten Fachtermini. Angemeldete Nutzer können Suchkriterien speichern, nicht validierte Daten einsehen und die Datenbank als Microsoft Access Datei herunterladen.

## Umfang
Im Jahr 2007 bestand die Datenbank aus 275.000 in Europa auftretenden Taxa. Die Menge der Information pro Art ist abhängig von dem potentiellen Nutzen dieser Information für die Europäische Umweltagentur. Zu jedem Datensatz ist eine Quelle angegeben; für Vögel existieren Gebietsinformationen, welche Populationsgrößen und Entwicklungstrends einschließen. Für andere Klassen wie Säugetiere, Amphibien und Reptilien gibt es nur eine Übersicht der geografischen Verteilung. Der Schutzstatus aus den Roten Listen der Länder wurden neben Literaturinformationen integriert.
Außerdem erschließt sie die Common Database on Designated Areas (CDDA), die alle Schutzgebiete der EU-Mitglieder und Assiozierten enthält.